# Smučarski teki na Zimskih olimpijskih igrah 1932
Smučarski teki na Zimskih olimpijskih igrah 1932.

## Dobitniki medalj
| Tekma           | Zlato           | Srebro          | Bron             |
| 18 km (19,7 km) | Sven Utterström | Axel Wikström   | Veli Saarinen    |
| 50 km           | Veli Saarinen   | Väinö Liikkanen | Arne Rustadstuen |